# Lina Larissa Strahl
Lina Larissa Strahl (Seelze, 15 de dezembro de 1997) é uma atriz, cantora e compositora alemã. Ficou mais conhecida por seu papel na saga de filmes Bibi & Tina, como Bibi.

## Filmografia

### Cinema
| Ano  | Título                           | Personagem      | Notas |
| ---- | -------------------------------- | --------------- | ----- |
| 2014 | Bibi & Tina                      | Bibi Blocksberg |       |
| 2014 | Bibi & Tinaː Voll Verhext!       | Bibi Blocksberg |       |
| 2016 | Bibi & Tina: Mädchen Gegen Jungs | Bibi Blocksberg |       |
| 2017 | Bibi & Tina: Tohuwabohu Total    | Bibi Blocksberg |       |

### Televisão
| Ano  | Título    | Personagem | Notas      |
| ---- | --------- | ---------- | ---------- |
| 2017 | The Lodge | Frankie    | Recorrente |

## Prêmios e Indicações
| Ano  | Premiação   | Categoría             | Trabalho    | Resultado |
| ---- | ----------- | --------------------- | ----------- | --------- |
| 2017 | Prêmio Echo | Melhor Atriz Nacional | Bibi & Tina | Indicada  |